# Sematophyllum aptychoides
Sematophyllum aptychoides là một loài Rêu trong họ Sematophyllaceae. Loài này được (Schlieph. ex Müll. Hal.) W.R. Buck miêu tả khoa học đầu tiên năm 1982.